# Reyes Sánchez
Reyes Sánchez, más conocido como Térile, es un futbolista mexicano. Jugó para el Club Deportivo Guadalajara de 1943 a 1944.

## Clubes
| Club        | País   | Año         |
| ----------- | ------ | ----------- |
| Guadalajara | México | 1943 - 1944 |